# James Collins (football, 1990)
Pour les articles homonymes, voir James Collins.
James Steven Collins, né le 1er décembre 1990 à Coventry, est un footballeur international irlandais qui évolue au poste d'attaquant à Lincoln City.

## Biographie

### En club
Formé à Aston Villa, Collins est initialment prêté au Darlington, avec lequel il marque son premier but en octobre 2009
Le 13 juillet 2022, il rejoint Derby County. Actuellement il compte 28 buts en 84 matchs disputés.

### En équipe nationale
Collins honore sa première sélection le 10 septembre 2019, en tant que remplaçant contre la Bulgarie. Il marque un but dans le match.

## Palmarès

### En club
- Luton Town
  - Champion d'Angleterre de D3 en 2019.
  - Vice-champion d'Angleterre de D4 en 2018.

- Derby County
  - Vice-champion d'Angleterre de troisième division en 2024.

### Distinction personnelle
- Membre de l'équipe-type de D3 anglaise en 2019.